# Sitio de Castelnaudary
El sitio de Castelnaudary fue una operación militar de Simón de Montfort durante sus campañas para conquistar el condado de Toulouse, durante la cruzada albigense en el siglo XIII, en la que en septiembre de 1211 logró mantener frente al asedio de la nobleza occitana la ciudad de Castelnaudary (hoy en el departamento de Aude).

## Las razones del asedio
En junio de 1211, Simón de Montfort IV intentó sin éxito asediar Toulouse, viéndose obligado a levantar el sitio. Aprovechando la llegada de un contingente de cruzados liderados por Teobaldo I, conde de Bar y Luxemburgo, realizaron diversas incursiones por el condado de Foix, en represalia a la batalla de Montgey.
Posteriormente partió a Quercy para recibir homenaje de Guillermo de Cardaillac, obispo de Cahors y conde de Quercy. Los occitanos aprovecharon la retirada de Guy de Lacy, a quién Montfort había encomendado la plaza de Puylaurens y que marchó ante la llamada para la cruzada que estaba organizando el rey Alfonso VIII de Castilla, consiguiendo Sicard Puylarens ocupar de nuevo su castillo y que Raimundo VI de Toulouse movilizase de nuevo sus tropas.
Cierto número de barones de la comitiva de Simón no se animaban a tener que recuperar constantemente el país, abandonando sus nuevos feudos conquistados para regresar a casa. Algunos de ellos propusieron atrincherarse en Carcassona o Fanjeaux, principales fortalezas del país. Hugo de Lacy propuso elegir un lugar estratégicamente débil para atraer al enemigo. Por lo que Simón de Monfort escogió Castelnaudary.

## El sitio
Antes de entrar en Castelnaudary, Simón de Montfort esperó a contar con el apoyo de Guy de Lacy y cincuenta de sus caballeros. Nada más ocupar Simón la ciudad, el conde de Toulouse instaló su campamento en los suburbios de la ciudad, donde sus habitantes le rendían homenaje. Por la noche, Montfort realizó una salida y eliminó a los partidarios de Toulouse.
El ejército occitano estaba dividido entre Raimundo VI de Tolosa, que era partidario de la prudencia, y Raimond-Roger de Foix, que estaba dispuesto a lanzar un ataque contra la ciudad. Su superioridad numérica coloca a Montfort en una posición desesperada. Savary de Mauleon, senescal del Poitou para el rey de Inglaterra, se unió al ejército de Toulouse.
Montfort envió a Gui I de Levis a Carcasona y a Beziers a solicitar tropas de estas dos ciudades, pero éstas se negaron, así como el vizconde de Narbona Aymeri III. La gran mayoría de las ciudades del Languedoc prefirieron no intervenir, a la espera de un vencedor.
Aunque los partidarios de Monfort no querían intervenir, prepararon un convoy de alimentos para los sitiados, que fue conducido hasta la ciudad por Bouchard de Marly y trescientos voluntarios. El convoy fue atacado por el conde de Foix en Saint-Martin-Lalande, a pocos kilómetros de Castelnaudary, poniendo en un dilema a Monfort, que no sabía si debía quedarse en la ciudad y perder a sus aliados y suministros, o bien salir a su rescate con el riesgo de perder la ciudad. Finalmente, eligió atacar al conde de Foix, dejando solo unos pocos caballeros y sargentos para defender la ciudad. Mientras las tropas del conde de Foix estaban saqueando la caravana de víveres, fue sorprendida por el ejército de Montfort. Tras intensos combates, el ejército de Raimond-Roger de Foix huyó, refugiándose en el campamento del conde de Toulouse. Simón de Montfort, en la euforia de la victoria y el reencuentro con sus aliados, desperdició una gran oportunidad para invertir la situación.
Sus tropas eran insuficientes para hacer frente al ejército de Toulouse, por lo que marchó a Carcasona para solicitar nuevas tropas. Tras ponerse en marcha con un nuevo contingente de cruzados, dirigidos por Alain de Roucy, se enteró de que el conde de Toulouse había levantado el asedio y quemado su campamento.

## Consecuencias del asedio
Este asedio fue una victoria para Simón de Monfort, que frustró el ataque del conde de Toulouse, debido principalmente a una indecisión por parte de los mismos. Pero, la nobleza occitana, convencida por Raimundo VI inició una ofensiva para recuperar sus castillos. En pocas semanas, los cruzados perdieron unas cincuenta fortalezas. La llegada de nuevos contingentes de cruzados, permitieron a Montfort recuperar la iniciativa y el terreno perdido.